# Vayuraptor
Vayuraptor ("lupič z Vayu") byl rod teropodního dinosaura z kladu Coelurosauria, který žil v období spodní křídy (asi před 140 až 130 miliony let) na území dnešního Thajska. Formálně byl popsán tříčlenným mezinárodním týmem paleontologů v květnu roku 2019 na základě fosilií, objevených v sedimentech souvrství Sao Khua. Typový a jediný známý druh má jméno Vayuraptor nongbualamphuensis. Spolu s ním byl ve stejné studii formálně popsán také vzdáleně příbuzný druh Phuwiangvenator yaemniyomi.

## Zařazení
Tento druh spadal do kladu teropodů zvaných célurosauři (Coelurosauria), jejichž byl bazálním (vývojově primitivním) zástupcem.